# ۶۳۷ (پیش از میلاد)
۶۳۷ (پیش از میلاد) ۶۳۷مین سال قبل از تقویم میلادی است.